# Sweat / Answer
《Sweat / Answer》是韩国男子团体東方神起在日本发行的第41张单曲。于2014年6月11日由avex trax公司发行。

## 概要
这张单曲距上张单曲发行约4个月，是团体于2014年发行的第二张单曲。附属的DVD中收录了主打曲之一的《Sweat》的MV。
这张单曲收录了作为日本电视台新闻节目《SUKKIRI!!》6月份结束曲的《Sweat》与在NHK播放的由桥本爱初次主演的电视连续剧《數學女孩的戀愛事件簿》的主题曲《Answer》，是一张双A面单曲。
初回限定版本封入特典是封面大小的卡片（6種中随机封入1种）。

## 收录内容
CD
1. 《Sweat》
作詞：H.U.B.、作曲、編曲：Hanif Sabzevari、Kevin Borg、Nicklas Eklund
日本电视台新闻节目《SUKKIRI!!（日语：スッキリ!!）》6月份结束曲
2. 《Answer》
作詞：H.U.B.、作曲、編曲：UTA、Hiro、SUNNY BOY
NHK电视连续剧《數學女孩的戀愛事件簿（日语：ハードナッツ!）》主题曲
3. 《Sweat》 -Boogie Woogie Version-（只在CD ONLY版本收录）
4. 《Sweat》 -Less Vocal-
5. 《Answer》 -Less Vocal-

DVD
1. 《Sweat》（Video Clip）
2. 《Sweat》（Video Clip）Off Shot Movie
  - 只在初回限定盤版本收录。

- Bigeast盤与[CD+DVD]版的CD内容相同